# Battaglia di Delebio
La battaglia di Delebio venne combattuta il 18-19 novembre 1432 a Delebio, in Valtellina, tra l'esercito milanese guidato da Niccolò Piccinino e quello veneziano guidato da Giorgio Corner.

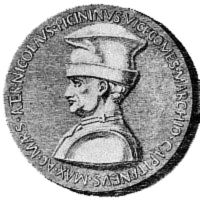
Niccolò Piccinino, capitano delle truppe milanesi

## Antefatti
Dopo la decapitazione del Carmagnola, accusato di aver tradito la Repubblica di Venezia in favore dei milanesi, i veneziani elessero quale comandante generale dell'esercito Gianfrancesco Gonzaga che aveva appena ottenuto il titolo di marchese dall'imperatore in seguito allo sborso di 12000 fiorini. L'esercito veneziano, forte di 9600 cavalieri, 8000 fanti, 600 balestrieri e 6000 cerne riuscì faticosamente a catturare Soncino, teatro di una pesante sconfitta l'anno precedente e a spingersi sino alla Gera d'Adda. Al contempo i veneziani avevano inviato un secondo esercito al comando del provveditore Giorgio Corner,  al fine di invadere la Valtellina attraverso la Val Camonica e il valico dell'Aprica. Con questa operazione, la Repubblica di Venezia aspirava, oltre che a rendere più sicuri i confini settentrionali, ad assicurarsi un passaggio alpino attraverso la Valtellina per favorire i traffici commerciali verso l'Europa Settentrionale. Il Corner riuscì a catturare gran parte della valle senza incontrare grande resistenza.

## La battaglia
Il 18 novembre 1432 l'esercito dei Visconti, dotato di ben 400 cavalli raggiunse la Valtellina risalendo lungo la costa occidentale del Lago di Como e si preparò ad affrontare i veneziani. Era comandato dal capitano di ventura Niccolò Piccinino, con lui vi erano Guido Torelli, capitano d'armi e signore dei feudi di Montechiarugolo e Guastalla, e Franchino Rusca, signore di Como, con il figlio Giovanni Rusca, Raffaele da Mandello e Pier Brunoro Sanvitale dei conti Sanvitale di Fontanellato, noto per la lunga vicenda d'amore che di lì a poco prenderà avvio con Bona Lombarda, una contadina di Cosio Valtellino.
Le truppe veneziane oltre al provveditore Giorgio Corner includevano Sante Venier, Bartolomeo Colleoni, il marchese Taddeo d'Este, Antonio da Martinengo, Taliano Furlano, Rinaldo da Vicenza, Taddeo Marchese, Antonio Ducco, Giacomo Trivella, Cesare I Martinengo, Daniele Vitturi, Battista Capece, Marco Dardinello e Pigliardo da Faenza che morirà in battaglia.
Quello stesso giorno i milanesi attraversarono l'Adda vicino a Sorico su un ponte di barche improvvisato riuscendo a cogliere di sorpresa il presidio di un campo trincerato veneziano. L'esercito ducale venne respinto a duro prezzo dai veneziani che nella battaglia lasciarono sul terreno oltre 300 soldati. Nella notte seguente il Piccinino si preparò all'assalto finale facendo colmare il fossato che proteggeva il campo avversario di Delebio. La mattina del 19 novembre 1432 i milanesi attaccarono i veneziani da ovest, mentre le truppe dei ghibellini valtellinesi guidati da Stefano Quadrio con un contingente di milizie chiavennasche al comando di Antonio Nasalli e Antonio Brocchi, giunsero da est. Grazie all'apporto decisivo dei valtellinesi, i veneziani vennero definitivamente sbaragliati. Tutti i capitani della Serenissima sopravvissuti alla cruenta battaglia furono condotti a Milano come prigionieri, ad eccezione di Marco Dardinello e Bartolomeo Colleoni che riuscirono a fuggire. Speciale trattamento subì il provveditore Giorgio Corner che venne rinchiuso nei terribili Forni (le prigioni) del castello di Monza e torturato a lungo affinché rivelasse i segreti del governo di Venezia. Le perdite subite delle truppe della Serenissima furono ingenti: restarono sul campo 1800 cavalli e 3500 fanti mentre vennero fatti prigionieri 1200 cavalli e 1500 soldati. Alcune sorgenti propongono numeri ancora maggiori: 5000 morti e 7000 prigionieri.

## Conseguenze
Il sapore della vittoria non durò a lungo per i ghibellini valtellinesi: dopo alcuni mesi i veneziani invasero nuovamente la Valtellina per vendicarsi della sanguinosa sconfitta capitanati dal condottiero e marchese di Mantova Gianfrancesco Gonzaga. Ancora una volta i veneziani riusciranno a restare in Valtellina per poche settimane per poi abbandonarla nell'aprile del 1433.
La località presso Delebio in cui si svolse la battaglia, nei pressi della chiesa di Santa Domenica, è ancora oggi chiamata, non senza ragione, "fossa dei Veneziani" a ricordo del fossato difensivo creato dai veneti poi utilizzato per la loro sepoltura.